# Michelle Featherstone
 (juillet 2025).
Motif : Notoriété ? Sources ?
- Archive Wikiwix
- Bing
- Cairn
- DuckDuckGo
- E. Universalis
- Gallica
- Google
- G. Books
- G. News
- G. Scholar
- Persée
- Qwant
- (zh) Baidu
- (ru) Yandex
- (wd) trouver des œuvres sur Wikidata

| 1. | Préciser le motif de la pose du bandeau. | Précisez le motif de la pose du bandeau en utilisant la syntaxe suivante : {{admissibilité à vérifier\|date=juillet 2025\|motif=remplacez ce texte par le motif}}                          |
| 2. | Informer les utilisateurs concernés.     | Pensez à avertir le créateur de l'article, par exemple, en insérant le code ci-dessous sur sa page de discussion : {{subst:avertissement admissibilité à vérifier\|Michelle Featherstone}} |

Pour les articles homonymes, voir Featherstone (homonymie).
Michelle Featherstone est une chanteuse et pianiste britannique qui devint populaire en 2005.

## Biographie
Michelle Featherstone est née à Chester en Angleterre mais grandit à Cambridge.
Michelle est une chanteuse, auteur-compositeur et pianiste de talent. Elle a commencé à écrire ses premières chansons à l'âge de neuf ans.
Elle a travaillé notamment en collaboration avec la chanteuse française Nolwenn Leroy sur l'album "Le Cheshire cat et moi" sorti en décembre 2009. La magnifique ballade pop-folk " Me and you" est téléchargeable sur itunes.

## Succès
Elle devint connue après que ses chansons, "Stay", "Over You" ou "I Will Be Fine" furent utilisées dans différentes séries télévisées comme Les Frères Scott, Alias ou Smallville. Michelle, durant un festival de Sundance, a trouvé son public en chantant ses compositions, ce qui lui a valu d'être reconnue comme musicienne de talent.
Michelle est une chanteuse active qui a aussi joué dans divers clubs dans le sud de la Californie.

## Les Frères Scott
Grâce à cette série, la cote de popularité de la chanteuse a augmenté ; d'ailleurs Michelle fait une apparition dans le dernier épisode de la 3e saison lors du mariage de Nathan et Haley. Les chansons de Michelle ont été diffusées dans divers épisodes de la série :
- "Stay" : ep 1.21
- "Looking For Love" : ep 2.15, ep 5.06
- "Back of the Church" : ep 2.17
- "Sunday" : ep 3.02
- "Go On my Child" : ep 3.14
- "God Bless The Child" : ep 3.16
- "Coffee and Cigarettes" : ep 3.21 (chanson qui figure sur la 2e BO de la série Friends With Benefit : Volume 2)lors de la cérémonie de mariage de Nathan et Haley
- "We Are Man and Wife" : ep 3.22

## Discographie

### Fallen Down(2006)
1. Sweet Sweet Baby
2. We Are Man and Wife (Feat. Josh Kelley)
3. How Can You
4. God Bless The Child
5. It's My Mistake
6. Coffee and Cigarettes
7. Stay
8. Waiting For Sunday
9. Bitch
10. I'll Be Fine
11. Go On my Child

### Blue Bike(2009)
1. Silverlake
2. Hibernate
3. Blue Bike
4. Camden Town
5. Careful
6. 10 Stories Down
7. Park Bench
8. Escape
9. You Don't See Me Anymore
10. You're Not Alone
11. Pray For You
12. Good To Be Alive

### Autres Chansons
- Hey You
- Train
- Back of the Church
- Looking For Love
- Canceling Christmas
- Today
- I Said
- Rest of my Life
- All That I Want
- Summertime
- Gone For Good
- I'm There Too
- Tomorrow
- I Will Overcome
- Perfect

## Apparitions
- Les Frères Scott où elle joue We Are Man and Wife dans l'épisode 3.22